# Yevgeny Ivanovich Shaposhnikov
Yevgeny Ivanovich Shaposhnikov (tiếng Nga: Евге́ний Ива́нович Ша́пошников; sinh ngày 3 tháng 2 năm 1942 - mất ngày 8 tháng 12 năm 2020) là một cựu tướng lĩnh Liên Xô và Nga. Ông là vị Bộ trưởng Quốc phòng cuối cùng của Liên Xô, Tổng tư lệnh đầu tiên và cũng là cuối cùng của Lực lượng vũ trang chung Cộng đồng các quốc gia độc lập.